# 2646 Абетті
2646 Абетті (1977 EC1, 1943 VE, 1948 UA, 1953 TZ1, 1971 BZ, 1979 QP7, 1979 SJ3, 1982 FB, 2646 Abetti) — астероїд головного поясу. Був відкритий 13 березня 1977 року радянським астрономом Миколою Черних в Кримській астрофізичній обсерваторії і названий на честь двох італійських астрономів батька та сина, Антоніо Абетті і Джорджо Абетті.
Тіссеранів параметр щодо Юпітера — 3,219.